# الموت (رمان)
الموت رمانی نوشته ولادیمیر بارتول، نویسنده اسلونیایی-ایتالیایی در ۱۹۳۸ و روایتی از حسن صباح و فرقه حشاشین است. کتاب در سال ۱۹۸۸ توسط یک ناشر فرانسوی مورد استقبال قرارگرفت و آن را از اسلوونیایی به فرانسوی ترجمه کرد. بارتول در اوایل دهه ۱۹۳۰، زمانی که در پاریس زندگی می‌کرد، ایده این رمان را در سر پروراند. او در طی ملاقات با منتقد ادبی اسلوونیایی، یوسیپ ویدمار با حسن صباح آشنا شد. انگیزه بیشتر برای رمان از ترور الکساندر یکم یوگسلاوی توسط ناسیونالیست‌های رادیکال کروات و بلغار، برای کمیسیون ادعایی دولت فاشیست ایتالیا حاصل شد. اولین چاپ رمان به طعنه به بنیتو موسولینی تقدیم شد.
مجموعه بازی‌های ویدیویی اساسینز کرید از این رمان الهام گرفته‌است.

## ترجمه
این رمان تا سال ۲۰۰۴ به انگلیسی ترجمه نشده بود و پیش از آن به ۱۸ زبان از جمله زبان چکسلواکی (۱۹۴۶)، صربی (۱۹۵۴)، فرانسوی (۱۹۸۸)، اسپانیولی (۱۹۸۹)، ایتالیایی (۱۹۸۹)، آلمانی (۱۹۹۲)، ترکی و پارسی (۱۹۹۲)، عربی، یونانی، کره‌ای ترجمه گردید. ترجمه‌های اخیر این اثر به زبان‌های عبری (۲۰۰۳)، مجارستانی (۲۰۰۵) و فنلاندی (۲۰۰۸) بوده‌است.
الموت دوبار توسط محمدرضا مباشر و هم توسط محمد مجلسی به فارسی ترجمه شده‌است.

## فضای رمان
در رمان الموت، نویسنده ولادیمیر بارتول، حسن صباح و فداییان و حوریان باغ بهشتی الموت را چنان ماهرانه به زمان حال آورده که حوادث تاریخی بسیار کمرنگ به نظر می‌رسد، گویی این اتفاقات درفضای بریده از زمان تاریخی حسن صباح روی داده‌است.